# Camilla Cattaneo
Camilla Cattaneo (Savona, 12 febbraio 1990) è una nuotatrice artistica italiana.

## Carriera
I primi importanti successi ottenuti da Camilla Cattaneo risalgono alle due medaglie di bronzo vinte nel duo e nella gara a squadre ai campionati europei giovanili di nuoto sincronizzato, che si sono svolti a Bonn nel 2006. Terminata l'esperienza giovanile, Camilla ha preso parte ai campionati mondiali di Roma 2009 partecipando al programma libero della gara a squadre. In quella edizione l'Italia si è piazzata al quinto posto in questa specialità. 
Agli europei di Eindhoven 2012 ha vinto le sue prime medaglie nella categoria assoluti: due bronzi conquistati nella gara a squadre e nel combinato a squadre. Due anni più tardi, ovvero ai [[Campionati europei di nuoto 
2014|campionati europei di Berlino 2014]], ha nuovamente vinto il bronzo nel combinato a squadre.
Ha disputato le Olimpiadi di Rio de Janeiro 2016 ottenendo il 5º posto con la squadra italiana.

## Palmarès
- Europei

Eindhoven 2012: bronzo nella gara a squadre e nel libero combinato.
Berlino 2014: bronzo nel libero combinato.
Londra 2016: argento nella gara a squadre (programma libero), bronzo nella gara a squadre (programma tecnico) e nel libero combinato.
- Europei giovanili

Bonn 2006: bronzo nel duo e nella gara a squadre.